# Görcsöni Ambrus
Görcsöni Ambrus  (vagy Gercseni) 16. századi históriásének-szerző; íródeák. Homonnai Drugeth Gáspár lantos-deákja volt.

## Művei
Mátyás király életéről szóló históriás énekéről ismert:
- Históriás ének a felséges Mátyás királynak a nagyságos Hunyadi János fiának jeles viselt dolgairól, életiről, vitézségiről... (Debrecen, 1570; Kolozsvár, 1577; Kolozsvár, 1581).

Szerzésének idejét 1567-1569 körül valószínűsítik. Forrása elsősorban a Thuróczi-krónika volt. A négyrímű tizenegyes versformában készült históriás ének négy részből áll és 1485-ig, Bécs elfoglalásáig terjed. Minden rész versfejeiben így nevezi meg magát a szerző: Ambrosius Literatus de Gercian dicit cronicam.
A Mátyás király haláláig terjedő folytatást Bogáthi Fazekas Miklós írta meg 1577-ben.
- A Mátyás-krónika. Görcsöni Ambrus krónikás énekének hasonmása; tan. Haiman György; hasonmás kiad.; Zrínyi Ny., Bp., 1990
- Valkai András, Görcsöni Ambrus, Majssai Benedek, Gergei Albert, Huszti Péter énekei, Eurialus és Lucretia históriája, Telamon históriája, Bogáti Fazakas Miklós folytatása Görcsöni Ambrus históriájához. 1567–1577; szerk. Varjas Béla, sajtó alá rend. Horváth Iván et al., Akadémiai, Bp., 1990 (Régi magyar költők tára)